# Chặng đua GP Nhật Bản
Giải đua ô tô Công thức 1 Nhật Bản (tiếng Nhật: 日本グランプリ, đã Latinh hoá: Nihon-guranpuri, Japanese Grand Prix) là một sự kiện đua xe trong lịch của Giải vô địch thế giới Công thức 1. Theo truyền thống, Nhật Bản là một trong những chặng đua cuối cùng của mùa giải, và do đó, Giải Grand Prix Nhật Bản đã trở thành địa điểm tổ chức nhiều cuộc đua quyết định danh hiệu, với 13 Giải vô địch thế giới của các tay đua được trao vương miện trong số 39 Giải Grand Prix Nhật Bản vô địch thế giới đã được tổ chức. Nhật Bản là quốc gia châu Á duy nhất tổ chức một cuộc đua Công thức 1 (bao gồm Pacific Grand Prix) đến khi Malaysia xuất hiện trong lịch thi đấu vào 1999.
Hai giải Grand Prix Nhật Bản Công thức Một đầu tiên vào năm 1976 và 1977 được tổ chức tại Fuji Speedway, trước khi Nhật Bản bị loại khỏi lịch trình. Giải đã trở lại vào năm 1987 tại Suzuka, nơi tổ chức Grand Prix độc quyền trong 20 năm và nổi tiếng là một trong những đường đua Công thức Một đầy thử thách nhất. Vào năm 1994 và 1995, Nhật Bản cũng đăng cai Pacific Grand Prix tại TI Circuit, đưa Nhật Bản trở thành một trong chín quốc gia duy nhất tổ chức nhiều hơn một giải Grand Prix trong cùng một mùa giải (các nước còn lại là Áo, Bahrain, Pháp, Đức, Vương quốc Anh, Ý, Tây Ban Nha và Hoa Kỳ). Năm 2007, Giải Grand Prix đã được chuyển về Fuji Speedway mới được thiết kế lại. Sau cuộc đua thứ hai tại Fuji năm 2008, cuộc đua đã trở lại Suzuka năm 2009, như một phần của thỏa thuận luân phiên giữa chủ sở hữu của Fuji Speedway và Suzuka Circuit, những đối thủ lâu năm Toyota và Honda. Tuy nhiên, vào tháng 7 năm 2009, Toyota tuyên bố sẽ không tổ chức cuộc đua tại Fuji Speedway vào năm 2010 và sau đó do suy thoái kinh tế toàn cầu, và do đó Giải Grand Prix Nhật Bản đã được tổ chức tại Suzuka thay thế. Suzuka đã tổ chức Giải Grand Prix Nhật Bản hàng năm kể từ năm 2009, ngoại trừ năm 2020 và 2021 khi Giải Grand Prix bị hủy do đại dịch COVID-19.
Sự kiện này dự kiến sẽ diễn ra tại đường đua Suzuka cho đến ít nhất là năm 2029.

## Các thông số kỹ thuật của đường đua Suzuka
- Tham dự giải Công thức 1 từ: 1976

Đường đua Suzuka

- Số lần tham dự giải Công thức 1: 22 (tính đến năm 2006)
- Chiều dài một vòng đua: 5,807 km
- Số vòng đua: 53
- Tốc độ tối đa:
- Sức chứa tối đa:
- Kỷ lục chạy một vòng nhanh nhất: 1 phút 31,540 giây của Kimi Räikkönen (McLaren) năm 2005

## Các cá nhân và đội đua vô địch
| Năm       | Cá nhân            | Đội đua             | Đường đua     | Chi tiết      |
| --------- | ------------------ | ------------------- | ------------- | ------------- |
| 2023      | Max Verstappen     | Red Bull-Honda RBPT | Suzuka        | chi tiết      |
| 2011      | Jenson Button      | McLaren-Mercedes    | Suzuka        | chi tiết      |
| 2010      | Sebastian Vettel   | Red Bull-Renault    | Suzuka        | chi tiết      |
| 2009      | Sebastian Vettel   | Red Bull-Renault    | Suzuka        | chi tiết      |
| 2008      | Fernando Alonso    | Renault             | Fuji          | chi tiết      |
| 2007      | Lewis Hamilton     | McLaren-Mercedes    | Fuji          | chi tiết      |
| 2006      | Fernando Alonso    | Renault             | Suzuka        | chi tiết      |
| 2005      | Kimi Räikkönen     | McLaren-Mercedes    | Suzuka        | chi tiết      |
| 2004      | Michael Schumacher | Ferrari             | Suzuka        | chi tiết      |
| 2003      | Rubens Barrichello | Ferrari             | Suzuka        | chi tiết      |
| 2002      | Michael Schumacher | Ferrari             | Suzuka        | chi tiết      |
| 2001      | Michael Schumacher | Ferrari             | Suzuka        | chi tiết      |
| 2000      | Michael Schumacher | Ferrari             | Suzuka        | chi tiết      |
| 1999      | Mika Häkkinen      | McLaren-Mercedes    | Suzuka        | chi tiết      |
| 1998      | Mika Häkkinen      | McLaren-Mercedes    | Suzuka        | chi tiết      |
| 1997      | Michael Schumacher | Ferrari             | Suzuka        | chi tiết      |
| 1996      | Damon Hill         | Williams-Renault    | Suzuka        | chi tiết      |
| 1995      | Michael Schumacher | Benetton-Renault    | Suzuka        | chi tiết      |
| 1994      | Damon Hill         | Williams-Renault    | Suzuka        | chi tiết      |
| 1993      | Ayrton Senna       | McLaren-Ford        | Suzuka        | chi tiết      |
| 1992      | Riccardo Patrese   | Williams-Renault    | Suzuka        | chi tiết      |
| 1991      | Gerhard Berger     | McLaren-Honda       | Suzuka        | chi tiết      |
| 1990      | Nelson Piquet      | Benetton-Ford       | Suzuka        | chi tiết      |
| 1989      | Alessandro Nannini | Benetton-Ford       | Suzuka        | chi tiết      |
| 1988      | Ayrton Senna       | McLaren-Honda       | Suzuka        | chi tiết      |
| 1987      | Gerhard Berger     | Ferrari             | Suzuka        | chi tiết      |
| 1978 - 86 | Không tổ chức      | Không tổ chức       | Không tổ chức | Không tổ chức |
| 1977      | James Hunt         | McLaren-Ford        | Fuji          | chi tiết      |
| 1976      | Mario Andretti     | Lotus-Ford          | Fuji          | chi tiết      |